# Спутники GPS

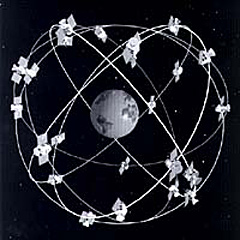
Система спутников GPS

Типичная орбита спутников GPS

Спутники GPS — спутники, используемые Системой глобального позиционирования NAVSTAR. Которую так же нередко именуют, просто, GPS (сокращение от Global Positioning System).
Спутниковая совокупность GPS управляется 50-м космическим крылом 14-й армии Военно-воздушных сил США. Первый спутник в системе Navstar был запущен 22 февраля 1978 года.
Спутники GPS вращаются вокруг Земли на  высоте приблизительно 20 000 км и совершают два полных оборота  каждые сутки.

## Первая группа спутников (серияBlock I)

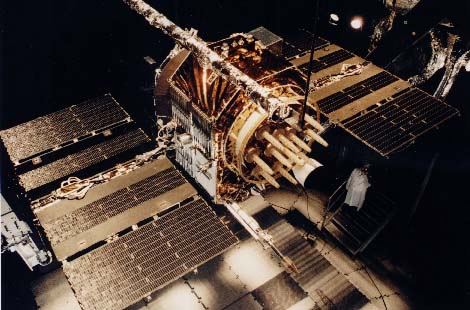
Navstar GPS-спутник, подвергающийся тестированию перед запуском

Контракт с компанией Rockwell International на разработку первых восьми спутников GPS был заключен в 1974 году .
В 1978 контракт был продлен, чтобы построить ещё три спутника Блока I.
Начиная с 1978 года (Navstar 1) успешно были запущены десять спутников GPS «Блока I» . И один спутник (Navstar 7) был потерян из-за неудачного запуска 18 декабря 1981.
Спутники Блока I были запущены c авиационной базы 14-й армии ВВС США (Ванденберг, Калифорния) при помощи ракет типа Atlas, преобразованных в межконтинентальные.
Последний спутник блока был введен в строй 9 октября 1985 года, последний спутник Блока I был выведен из обслуживания 18 ноября 1995 года..